# وادي الحاج
وادي الحاج إحدى قرى مركز نخل التابع لمحافظة شمال سيناء بجمهورية مصر العربية.